# Хубсугульское землетрясение (2021)
Хубсугульское землетрясение (2021) — землетрясение, произошедшее 12 января 2021 года в районе озера Хубсугул в 34 километрах от населённого пункта Турт и примерно в 50 километрах от российско-монгольской границы.

## Землетрясение
Землетрясение стало сильнейшим в Монголии с 5 января 1967 года. По данным Геологической службы США магнитуда землетрясения составила 6,7. Энергетический класс — 16.0. Сила в эпицентре — 8,7 балла. Сам эпицентр располагался в 56 километрах от российско-монгольской границы. Толчки ощущались в Восточной Сибири до 6 баллов и по территории Монголии (в том числе в Улан-Баторе). В Красноярске толчки ощущались до 4 баллов, сделав землетрясение сильнейшим в городе с 2012 года. В Новосибирске землетрясение достигло двух баллов.

### Афтершоки
Первый афтершок произошёл уже через 8 минут. Последующие толчки, по данным Байкальского филиала Единой геофизической службы РАН, произошли в 06:02, 06:44, 07:02, 07:13, 07:23, 07:34, 08:07. Интенсивность этих землетрясений от 5 до 7 баллов, энергетический класс от 10.6 до 13.5, магнитуда от 3.9 до 5.3.
68 афтершоков были зафиксированы в течение первых двух дней, а в течение месяца 230 афтершоков.
31 марта 2021 года был зафиксирован афтершок магнитудой 5.2, энергетический класс — 14.1, интенсивность — 8 баллов. 3 мая 2021 года произошёл ещё один афтершок интенсивностью до 8,5 баллов, энергетическим классом до 15.1 и магнитудой до 5.6.
Только за 2021 год произошло более 25 тысяч афтершоков.
На Хубсугуле было четвёртое по силе землетрясение в регионе в инструментальный период [наблюдений]. И там активность будет ещё года два-три, потому что чем больше магнитуда, тем больше разлом. Там разлом, по предварительным оценкам, порядка 50 км.Елена Кобелева, .

## Последствия
220 общественных зданий вокруг озера Хубсугул и к югу от Мурэна были повреждены с треснувшими стенами и выбитыми окнами, а два дома были полностью разрушены. Никто не погиб, 59 человек пострадали, некоторым пришлось лечиться от таких симптомов, как проблемы с сердцем и высокое кровяное давление. В ближайших к эпицентру районах России повреждены восемь зданий.